# CILS-FM
CILS FM, s'identifiant en ondes sous Radio Victoria, est une station de radio communautaire francophone située à Victoria (Colombie-Britannique) diffusant depuis le 7 novembre 2007 à la fréquence 107,9 MHz sur la bande FM d'une puissance de 250 watts.
L'entreprise est titulaire d'une licence de radiodiffusion communautaire en langue française de type A (offrant un premier service dans une des deux langues officielles avec studios situés dans le Grand Victoria).
Environ 30 000 francophones et francophiles de la Capitale provinciale bénéficient de sa programmation.
L'origine de la Société radio communautaire Victoria remonte au 26 octobre 1999, lors d'un partenariat formel avec la Société francophone de Victoria. Son incorporation légale fut conclue le 26 février 2004.
La station est membre de l'Alliance des radios communautaires du Canada.